# おはよう赤井です
おはよう赤井です（おはようあかいです）は朝日放送で2006年11月1日4時25分JSTに放送(放送扱いは10月31日深夜28時25分JST)された早朝の特別情報番組。赤井英和が司会。アシスタントは小寺右子アナウンサー。

## 概要
『ごきげん!ブランニュ』(火曜23時17分〜)内でかつてから赤井が構想していた企画。早朝4時25分〜4時35分の時間帯の朝日放送の普段の平均視聴率が1.7%（ビデオリサーチ関西地区調べ。以下同）であるのだが、以前に行った企画「黒田vs八光 早朝視聴率対決!」でのメッセンジャー黒田の企画の視聴率が1.3%、月亭八光の企画の視聴率が1.5%の結果に終わったため、赤井自ら「1.7%を超える!」と言ったことから実現した。そして、本番前日の『ごきブラ』で発表する。番組名の由来は、同局の朝の情報番組『おはよう朝日です』のパロディ。

## 本番前
赤井は東京から新幹線で前日21時に到着。新幹線内ではビールを1.5リットル（500ml缶で3本）飲んだ。いつものように行きつけの店（だるま）に行ったが、翌日が生放送な為、赤井自らジョッキに水を入れて酒を自粛した。だが、当日の迎えのタクシー内で、不審な行動が目に付いた為、仮眠先のスイスホテル南海大阪で酒を飲んだと思われる。

## 本番
朝日放送には後番組『おはようコールABC』で出演していて、『ごきブラ』で共演している小寺右子（通称：ヌーやん）に、おき太くん、エレクトーンの谷川知未（本家の『おはよう朝日です』にも出演）もスタジオにいた。セットは本家のものを最大限使っていた。
オープニングは神戸のお天気カメラの映像から始まり、本家のような一連の挨拶から始まる。しかしオープニングから赤井の後頭部におき太くんの右耳が当たり（赤井は一々それにツッコむ）、さらに酒の影響か、ぐだぐだと進行していく。なお、オープニング曲は、『おはよう朝日です』の初代テーマ曲紙ふうせんの「朝（あした）の空」が演奏された。

### 新聞コーナー
最初のコーナーは新聞記事の紹介。しかし、エレクトーンの谷川は、おなじみの転換曲を弾いた後、「おはよう朝日です」（正しくは「おはよう赤井です」）と間違ってしまう。さらに初の情報番組といっていい赤井は、まったく慣れておらず、新聞をカメラに背を向けて読む始末。しかもヌーやんもカミカミでぐだぐだ感は増す一方であった。情報番組であるにもかかわらず、特にこれといって視聴者に伝わった情報はなかった。メッセンジャー黒田曰く、この番組を見て得た情報は赤井が近畿大学に行っていたことがわかったぐらいだったという。

### テレホンQ
10分番組であることから、2個目のコーナーで最後となってしまった。最後は「テレホンQ」（現在「おはよう朝日土曜日です」で行われている同名コーナーのパロディ）。「赤」・「井」・「英」・「和」という4枚のパネルがあり、それぞれには3種の商品およびドクロマークが隠されている。好きなパネルを引いていって、出てきた商品をもらえ、好きなタイミングでやめてよい。商品は、だるま（串カツ屋）食事券1万円分、同3万円分、「逆に」ステッカー（ごきブラでプロジェクトされた赤井オリジナルグッズ）。ドクロマークを引くと商品はすべて没収というゲームである。前日のごきブラでの発表で赤井が「誰かに生電話をかける」といっていたので、赤井は早速電話する。電話先はトミーズ雅であったが、携帯電話にかけるとなぜか留守番電話になっていて（雅曰く、携帯電話の横側についている留守電ボタンが偶然床に触れて押してしまっていて、それで留守番電話状態になったのだという）、もう一度今度は自宅の電話にかけてやっと出たが完璧に寝ぼけた様子であった。また、ゲーム参加のためのキーワードは「ホルモン」であったが、雅は「ちん○」と下ネタをいう。結局雅の口からはキーワードは出なかったが、参加することになった。すると、雅は勢いで3回も引いたがドクロマークを引かず、見事すべての商品（だるま食事券計4万円分・「逆に」ステッカー）をゲットした。

## 収録後
赤井は、おき太くんを連れ、5時ごろ行きつけの大国町近くの木津卸売市場へむかい、「当志郎」という食事処で飲み会をした。そこで赤井は酒を飲みまくった。

## 視聴率
目標の平均視聴率1.7%を超えなければ罰ゲームと自ら宣言した赤井だったが、結果は1.4%（ビデオリサーチ関西地区調べ）。1.7%はおろか、八光の企画の視聴率（1.5%）よりも低く、結局「24時間でホールインワンを入れられるか」という、黒田が前回八光に視聴率で負けた際に行った罰ゲームをやることになった。
また、「もう一度やりたい」とか、「レギュラー化したい」（スタッフから「視聴率3%を超えたら即レギュラー化」という話があったため）と赤井本人が言っていた。
ABCテレビでは、2012年4月から放送を開始した情報番組『見知らぬ関西新発見!みしらん』（毎週土曜日10:00 - 11:40）で、赤井と小寺を司会に起用している。

## 出演者
- 司会：赤井英和
- アシスタント：小寺右子
- おき太くん：マスコット（本家『おはよう朝日です』より）
- 谷川知未：エレクトーン奏者（本家『おはよう朝日です』より）